# Чак Поланик
Чарлс Мајкл „Чак” Поланик (енгл. Charles Michael "Chuck" Palahniuk; Паско, 21. фебруар 1962) амерички је писац и слободни новинар који своја дела сврстава у трансгресивну фикцију. Аутор је романа Борилачки клуб који је 1999. екранизован.

## Изговор презимена
Постоје различите верзије изговора презимена Чака Поланика (engl. Palahniuk). У интервјуу за магазин Гардијан, Чак је рекао да се његово презиме чита и изговара као Пола-Ник. На Поланиковом званичном веб сајту, стоји стара породична легенда да су се његови баба и деда звали Пола и Ник и одлучили да им заједничко презиме буде спој њихових имена. За руске новине Известија, Чак је испричао анегдоту у којој су га родитељи одвели на гробље на којем су сахрањени његови баба и деда, где је он први пут сазнао да су му се баба и деда звали Пола и Ник и да је највероватније због тога добио презиме. Чак је у интервјуу са магазином Индепендент рекао да је његов деда убио бабу због свађе око цене машине за шивење па је затим сам себи одузео живот.

## Детињство и младост
Чак Поланик је рођен 1962. године у Паску, у савезној држави Вашингтон, као син Фреда Поланика и Карол Адел. Када је имао 14 година, његови родитељи су се развели, па је велики део свог детињства Поланик провео код родитеља своје мајке на њиховом ранчу у источном Вашингтону.
Поланик је студирао Универзитет Орегона где је студирао новинарство, и који је завршио 1986. године. Пре него што је његова каријера постала успешна, Поланик је радио и волонтирао на многим радним местима. Волонтирао је у Националној Радио Станици (NPR), у хоспицију, и у свратишту за бескућнике, и радио је у фирми за производњу камиона Фрајтлајнер као дизел механичар. 

## Каријера

### Почетак Каријере
Поланик је почео да пише фикцију средином својих тридесетих година. По његовим речима, почео је да пише док је присуствовао радионицама за писце које је водио писац Том Спанбауер. Спанбауеров стил минималистичког писања је имао велики утицај на Полаников стил.

### "Борилачки Клуб"
Након што је Полаников прва приповетка "Невидљива Чудовишта" била одбијена од стране свих издавача, Поланик је почео да ради на свом најпознатијем делу, Борилачком Клубу. Поланик је писао овај роман у свом слободном времену, док је радио као механичар у Фрајтлајнеру. Први део Борилачког Клуба који је био објављен је била прича од седам страна у компилацији "Потрага за срећом" издавача "Блу Херон Прес" из 1995. године. Та кратка прича од седам страница је постала шесто поглавље књиге Борилачки Клуб. Борилачки Клуб је добила позитивне критике од стране критичара али је била јако кратко у продаји.
У почетку, Поланик није могао да пронађе издавача који је желео да издаје његове књиге док није објавио Борилачки Клуб. Поланик је потписао уговор са литерарним агентом и глумцем Едвардом Хибертом, који је даље довео до адаптације Борилачког Клуба за велики екран, 1999. године. Филм је поделио критичаре и публику и генерално је био гледан као неуспех, али је филм добио статус култа када је почело издавање филма на ДВД-у.
Три верзије књиге су издате. Прва, 1996. године, друга са предговором Поланика о успеху филмске адаптације 2004. године, и трећа са поговором Чака Поланика 2005. године.
На српском језику, Борилачки Клуб је издат 2015. године од стране издавачке куће "Лагуна"
Поланик је био убеђен да настави причу Борилачког Клуба у стрипској форми од стране списатељице Челси Кејн и писаца стрипова Брајана Мајкла Бендиса, Мета Фрекшна и Кели Су ДеКоник. Борилачки Клуб 2 је био објављен у мају 2015. године од стране Дарк Хорс издавача, након тизера који је објављен на Дан Бесплатних Стрипова (Free Comic Book Day) те исте године. 
Касније је Чак Поланик објавио да ради на трећем делу Борилачког Клуба, такође у форми стрипа. Након тога, Поланик планира да настави да пише стрипове.

### Невидљива чудовишта, Преживели, и Загрцнут
Након успеха Борилачког Клуба Поланик је објавио приповетку Преживели 1999. године, а затим се вратио и прерадио своје прво дело Невидљива чудовишта, које је прихваћена од стране издавача и издато исте године. Две године касније, Поланик објављује приповетку Загрцнут која је 2008. године постала филм са Семом Роквелом у главној улози.

### Успаванка
1999. године, Фред Поланик, отац Чака Поланика, је почео да се забавља са Доном Фонтејн, коју је упознао преко рекламе у новинама која је имала назив "Кисмет". Донин бивши дечко, Дејл Шакелфорд је претходно био у затвору због сексуалног злостављања и заклео се да ће је убити чим изађе из затвора. Након што је био пуштен из затвора, Шакелфорд је пратио Дону до кабине у којој су она и Фред Поланик преноћили, затим их је обоје упуцао, и онда одвукао њихова тела у кабину, коју је онда запалио. На пролеће 2001. године, Шакелфорд је био осуђен за двоструко убиство и осуђен је на смрт. Након ових догађаја, Поланик је почео да ради на приповетки Успаванка коју је објавио касније те године. Поланик је касније изјавио да му је писање ове приповетке помогло да се сноси са одлуком да осуди Шакелфорда на смртну казну. 

### "Црева" и Уклети
Док је био на турнеји да промовише своју најновију књигу Дневник 2003. године, Поланик је својој публици прочитао кратку причу са називом "Црева" која је била сензационалистичка прича о мастурбацији која се касније појавила у колекцији Уклети. На почетку те кратке приче, аутор говори људима да би прича требала да траје онолико дуго колико они могу да држе дах. Установљено је да се четрдесет особа онесвестило док су слушали причу и држали дах. На каснијој турнеји 2004. године, Поланик је наставио да чита људима "Црева" што је повећало број људи који су се онесвестили на 53, а затим на 60. На јесен те године, Поланик је почео да рекламира своју нову књигу Уклети, па је наставио да чита "Црева". Број онесвешћених се повећао на 63. Последњи сет губљења свести се десио 28. маја 2007. године, где се петоро људи онесвестило, а један је повредио главу када је пао и ударио главу о врата док је покушао да изађе из аудиторијума. Поланик је касније изјавио да је прича "Црева" била узрок за 73 случаја губљења свести.
2008. године, Поланик је провео недељу дана у Кларион Вест радионици за писце, где је предавао о својим методама писања и теорји фикције, групи од осамнаест ученика. 

## Адаптације Поланикових дела
Прво дело Чака Поланика које је било адаптирано био је Борилачки Клуб који је добио филмску адаптацију 1999. године, три године након изласка књиге. Филм је режирао амерички режисер Дејвид Финчер. Пет година касније, видео-игра базирана на филму је изашла. Поланик је спомињао на читањима својих дела да ради на мјузиклу Борилачки Клуб који је базиран на филму са Дејвидом Финчером и Трентом Резнором. У тренутку писања, никакве додатне информације нису додате, и сам мјузикл још увек није изашао. Када је питан да ли ће обновити своју улогу из филма у мјузиклу, Едвард Нортон је прокоментарисао да ни он ни Бред Пит не знају да певају, па да су шансе да ће се наћи у мјузиклу јако мале.
Поланикова дела Невидљива Чудовишта и Успаванка су адаптирана у графичке новеле, нацртане од стране стрипског уметника Kissgz, и доступне су онлајн.
Након успеха Борилачког Клуба, појавила се жеља да се адаптује и Полаников други роман, Преживели из 1999. године. Права на роман су купљена 2001. године, али ниједан филмски студио није желео да направи филм. После терористичких напада на Пентагон и Светски трговински центар 11. септембра 2001. године филмски студији су проценили да је филм превише контроверзан због сцене у књизи у којој главни лик отима и руши путнички авион. 
После тога, права на романе Невидљива чудовишта и Дневник су такође купљена, али филмови никада нису снимљени.
У јануару 2008. године на Санденс филмском фестивалу, филм Загрцнут базиран на истоименом Поланиковом роману је имао своју премијеру. Филм је режирао Кларк Грег, а глумили су Сем Роквел, Кели Макдоналд и Анђелика Хјустон. 
У септембру 2014. године, најављена је филмска адаптација Поланиковог дела Rant, у којој ће глумити Џејмс Франко.  

## Дела
- Борилачки клуб (1996)
- Преживели (1999)
- Невидљива чудовишта (1999)
- Загрцнут (2001)
- Успаванка (2002)
- Дневник (2003)
- Бљуц! (2007)
- Снаф (2008)
- Кепец (2009)